# Бунчуківська сільська рада
Бунчуківська сільська рада — сільська рада у Білокуракинському районі Луганської області з адміністративним центром у селі Бунчуківка. Населення становить 550 осіб. Щільність населення — 7,2 осіб/км².

## Населені пункти
Сільській раді підпорядковані населені пункти:
- с. Бунчуківка
- с. Грицаївка

## Загальні відомості
Історична дата утворення: в 1954 році.
Сільська рада межує (з півночі за годинниковою стрілкою) з Білокуракинською селищною, Олексіївською сільською радами Білокуракинського району, Світлівською сільською радою Старобільського району, Містківською та Круглівською сільськими радами Сватівського району, Дем'янівською сільською радою Білокуракинського району. Територія сільської ради становить 68,35 км², периметр — 48,359 км.
Територією сільради протікає річка Козинка, споруджено ставки.

## Склад
Загальний склад ради: 12 депутатів. Партійний склад: Партія регіонів — 8 (66,7%), Народна партія — 2 (16,7%), Сильна Україна — 1 (8,3%), самовисування — 1 (8,3%). Голова сільради — Щербакова Валентина Анатоліївна, секретар — Коробка Людмила Миколаївна.
| Бунчуківська сільська рада        | Бунчуківська сільська рада     | Бунчуківська сільська рада | Бунчуківська сільська рада                                                                      |
| № зп                              | Прізвище, ім'я, по батькові    | Дата визнання обраним      | Відомості про обраного депутата                                                                 |
| Народна партія України            | Народна партія України         | Народна партія України     | Народна партія України                                                                          |
| --------------------------------- | ------------------------------ | -------------------------- | ----------------------------------------------------------------------------------------------- |
| 1                                 | Коробка Людмила Миколаївна     | 2 листопада 2010           | Освіта вища, член Народної партії, Бунчуківська сільська рада, секретар.                        |
| 2                                 | Семидоцька Наталія Миколаївна  | 2 листопада 2010           | Освіта вища, член Народної партії, Бунчуківський сільський будинок культури, директор.          |
| Партія регіонів                   |                                |                            |                                                                                                 |
| 1                                 | Ведмеденко Ольга Григорівна    | 2 листопада 2010           | Освіта середня, член Партії регіонів, пенсіонер.                                                |
| 2                                 | Щербак Лідія Іванівна          | 2 листопада 2010           | Освіта середня, член Партії регіонів, тимчасово не працює.                                      |
| 3                                 | Щербак Олена Леонівна          | 2 листопада 2010           | Освіта вища, член Партії регіонів, СТОВ «Україна», головний бухгалтер.                          |
| 4                                 | Лєдкова Надія Іллівна          | 2 листопада 2010           | Освіта середня спеціальна, член Партії регіонів, Грицаївський фельдшерський пункт, завідувачка. |
| 5                                 | Щербак Людмила Михайлівна      | 2 листопада 2010           | Освіта середня спеціальна, член Партії регіонів, СТОВ «Україна», секретар.                      |
| 6                                 | Пінчуков Володимир Іванович    | 2 листопада 2010           | Освіта вища, член Партії регіонів, ПАТ «Глорія Джинс», швачка.                                  |
| 7                                 | Галінський Олександр Євгенович | 2 листопада 2010           | Освіта вища, член Партії регіонів, приватний підприємець.                                       |
| 8                                 | Грицай Віктор Миколайович      | 2 листопада 2010           | Освіта середня, член Партії регіонів, тимчасово не працює.                                      |
| Політична партія «Сильна Україна» |                                |                            |                                                                                                 |
| 1                                 | Грицай Наталія Олександрівна   | 2 листопада 2010           | Освіта середня, член Політичної партії «Сильна Україна», ПАТ «Глорія Джинс», швачка.            |
| Самовисування                     |                                |                            |                                                                                                 |
| 1                                 | Брусенко Анатолій Власович     | 2 листопада 2010           | Освіта середня, позапартійний, СТОВ «Україна», токар.                                           |

### Керівний склад ради
| ПІБ                             | Основні відомості                                                         | Дата обрання | Дата звільнення |
| ------------------------------- | ------------------------------------------------------------------------- | ------------ | --------------- |
| Щербакова Валентина Анатоліївна | Сільський голова, 1962 року народження, освіта, позапартійна              | 26.03.2006   | 31.10.2010      |
| Щербакова Валентина Анатоліївна | Сільський голова, 1962 року народження, освіта вища, член Партії регіонів | 31.10.2010   |                 |

Примітка: таблиця складена за даними джерела

## Економіка
На землях сільської ради господарює СТОВ Україна, голова Лавренко Микола Григорович.